# إيمانويل سواه أدجي
إيمانويل سواه أدجي (بالإنجليزية: Emmanuel Sowah Adjei)‏ (16 يناير 1998 بغانا - ) هو لاعب كرة قدم غاني في مركز الدفاع. لعب مع نادي رويال أندرلخت.

## روابط خارجية
- إيمانويل سواه أدجي على موقع قاعدة بيانات كرة القدم.إي يو (الإنجليزية)
- إيمانويل سواه أدجي على موقع Soccerbase.com (لاعب) (الإنجليزية)
- إيمانويل سواه أدجي على موقع Soccerway.com (الإنجليزية)
- إيمانويل سواه أدجي على موقع عالم كرة القدم.نت (الإنجليزية)
- إيمانويل سواه أدجي على موقع AS.com (الإسبانية)